# サヨナラに接吻を
「サヨナラに接吻を」（サヨナラにくちづけを）は、ZNXの3枚目のシングル。

## 内容
1枚目のアルバム「ZNX」先行シングルとなった本作は、朝日放送制作・テレビ朝日系列「お姉さんの朝帰りII」エンディング・テーマ。前作にあたる同タイトルのドラマ主題歌だった「君の瞳の中から」に次いで2番目の売上である。

## 収録曲
全曲 作詞：妹尾研祐 作曲：松尾宗仁 編曲：松尾宗仁・佐藤宣彦
1. サヨナラに接吻を
2. すれちがうよりはやく抱きしめて
3. サヨナラに接吻を (inst.)